# Bonchida
Bonchida (románul Bonțida, németül Bonisbruck) település Romániában, Erdélyben, Kolozs megyében, az azonos nevű község központja.

## Fekvése
Kolozsvártól 30 km-re északkeletre, a Kis-Szamos jobb partján fekszik.

## Nevének eredete
Nevének értelme: egy Bonc nevű személy birtokán átvezető híd. Valószínűleg a terület egy Bonc nevű személy birtoka volt és a Kis-Szamoson itt vezetett át híd.

## Története
1263-ban Bonchhyda néven említik először. Várkastélyát a 15. század végén a Bánffyak építették, majd a 17. század közepén Bánffy Dénes megerősítette. Örököse, Bánffy György, Erdély gubernátora az 1690-es években folytatta az építkezést. A kuruc szabadságharc idején mindkét fél pusztította a támaszpontként használt kastélyt. Ezután elhanyagolt állapotban volt, majd 1748 és 1753 között Bánffy Dénes kolozsi főispán barokk kastéllyá építette át, Erdély egyik legszebb palotája volt. A díszudvart Johannes Nachtigall kolozsvári szobrász görög mitológiai tárgyú szobrai díszítették. 1944-ben a németek felgyújtották és kirabolták. A kastély helyreállítására nemzetközi program indult.
1703. november 10-én itt arattak nagy győzelmet Orosz Pál és Bóné András ezereskapitányok a császáriak felett, a csata után a székelyek is Rákóczi mellé álltak. 1910-ben 2357, többségben román lakosa volt, jelentős magyar kisebbséggel. A trianoni békeszerződésig Kolozs vármegye Kolozsvári járásához tartozott. 1992-ben társközségeivel együtt 4722 lakosából 3073 fő román, 902 magyar, 744 cigány és 1 német volt.

## Látnivalók

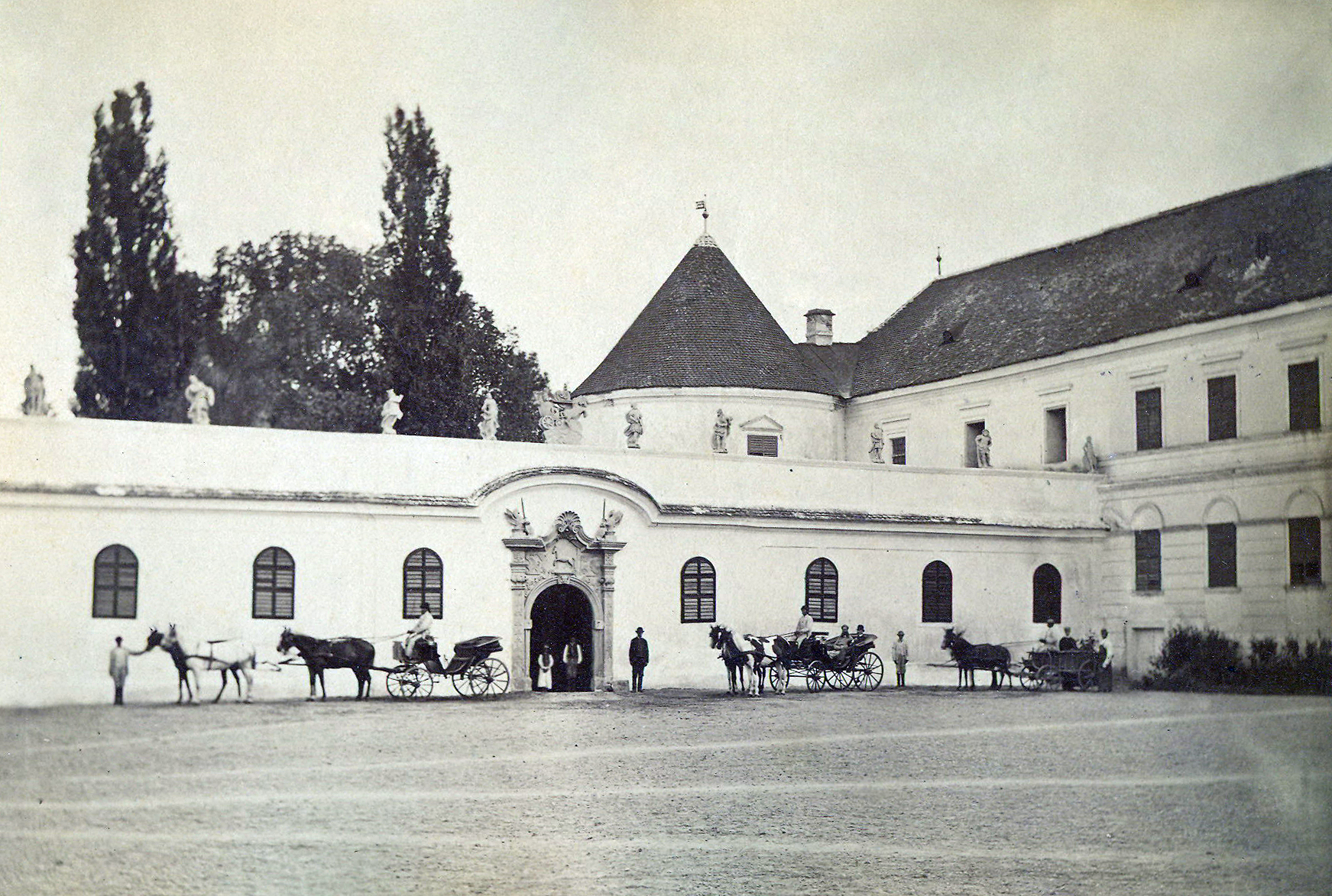
A 15. századi eredetű Bánffy-kastély.
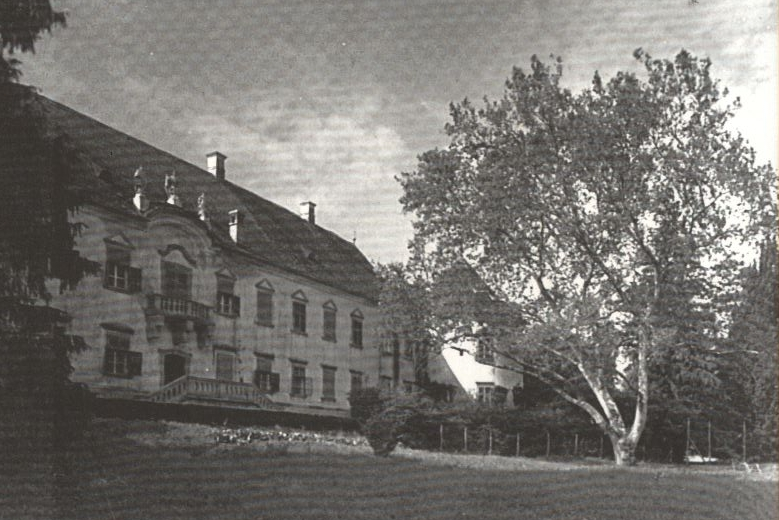
A kastély 1935-ben
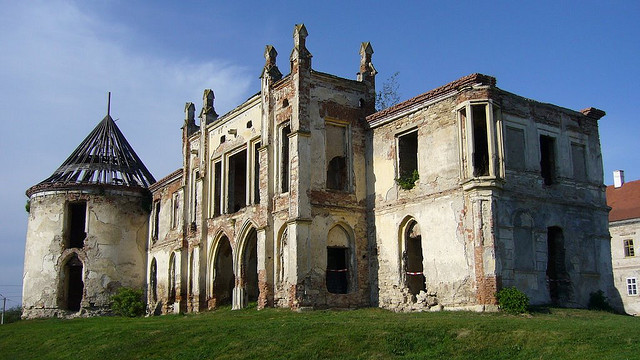
A kastély 2007-ben
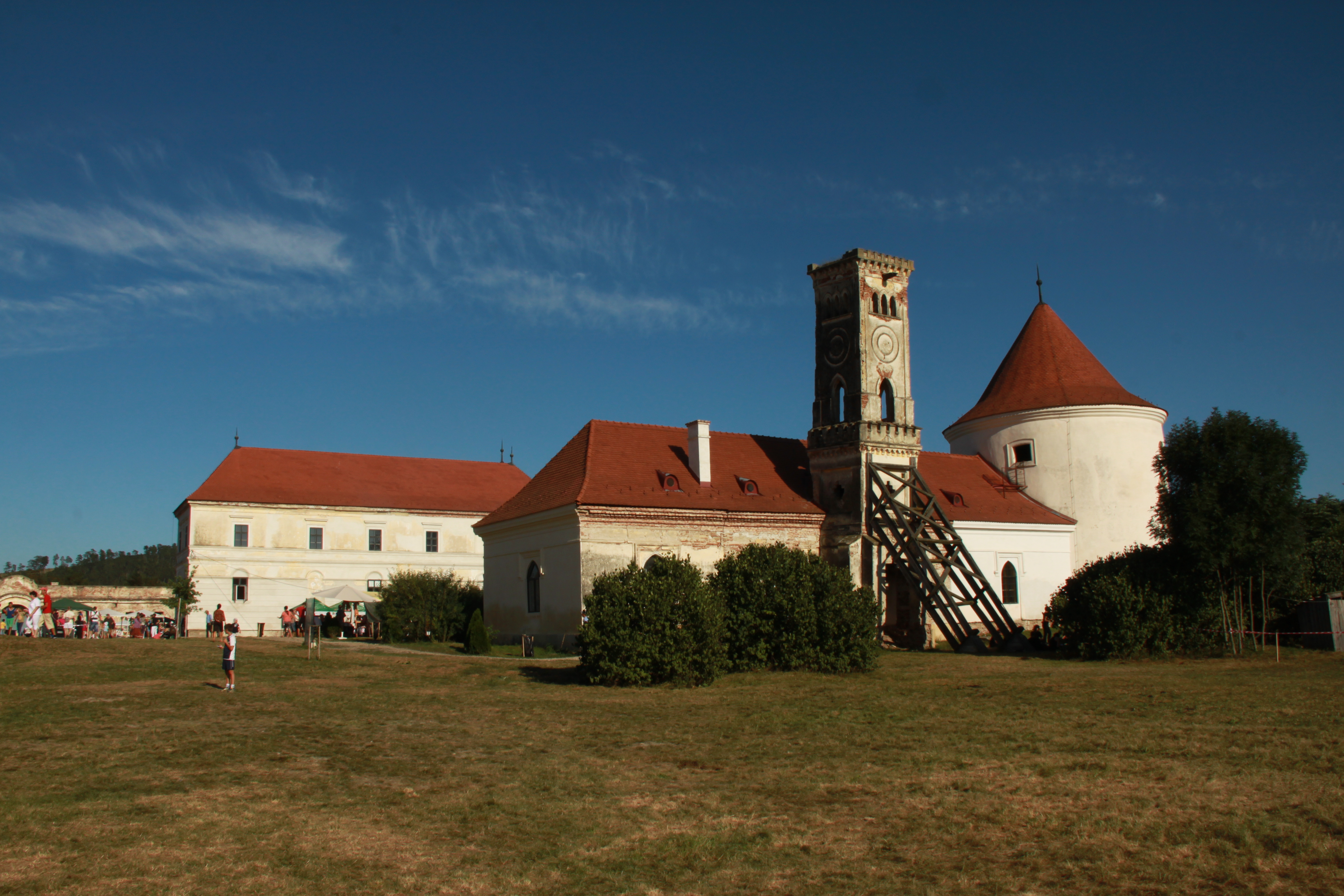
A kastély ma

- Református temploma a 13. század közepén épült.

## Híres emberek
- Itt született 1841. november 14-én Farkas Lajos jogász, egyetemi tanár, az MTA levelező tagja.